# Open-ended
În jocuri, sfârșiturile open-ended sunt sfârșituri care diferă, depinzând de ce alegeri și acțiuni a făcut jucătorul în timpul poveștii. Așadar, fiecare alegere, bună sau rea, influențează cursul povestii, pentru a oferi jocului sentimentul de manipulator al destinului personajelor și a face jucătorul să aleagă mai cu grijă ce face, știind că orice acțiune importantă va afecta cursul și sfârșitul poveștii.
Aceasta este una din cele mai apreciate și plăcute aspecte ale unui joc RPG, cât și unul din caracteristicile definitorii.